# Sinagoga caraita di Trakai

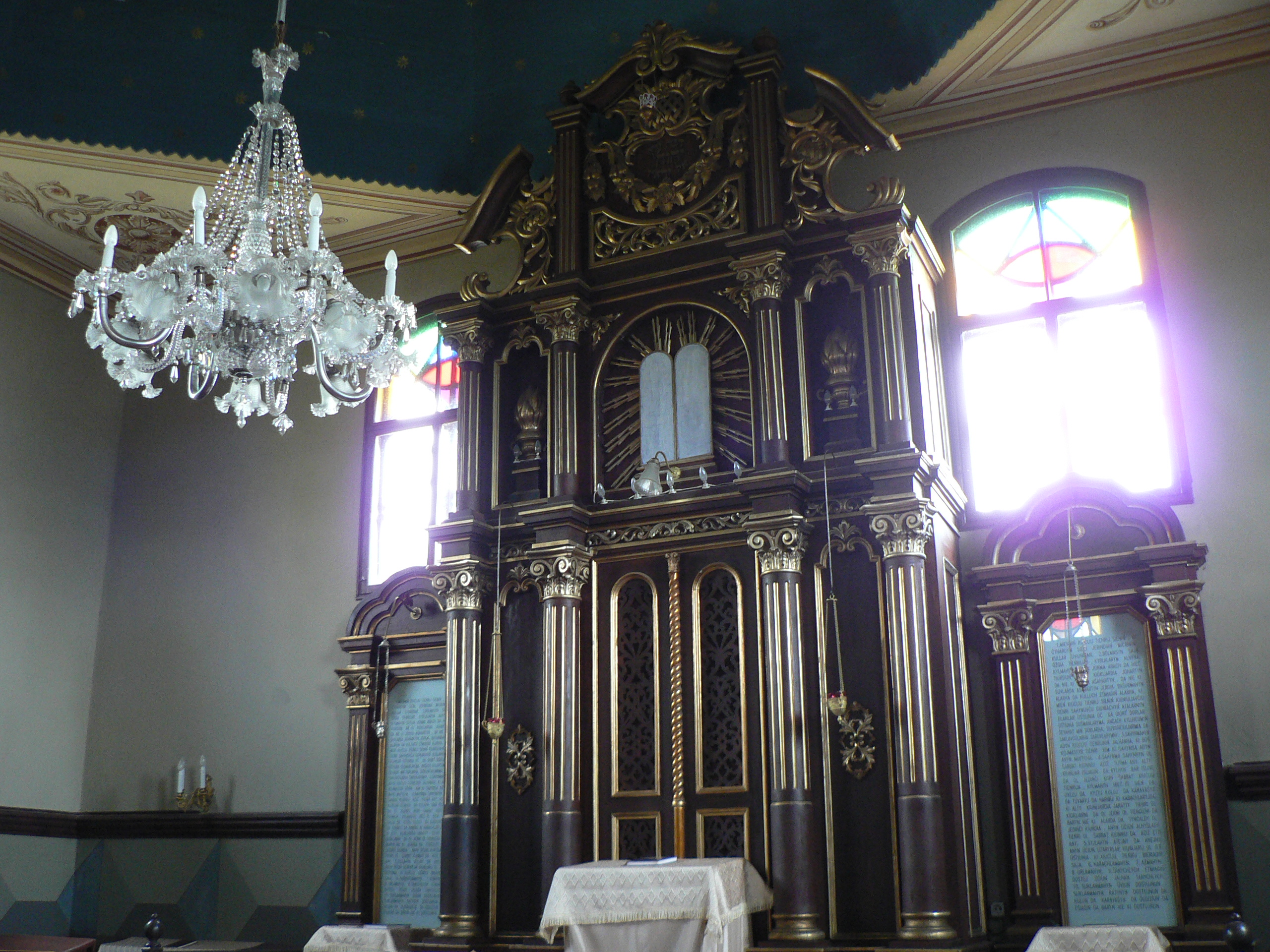
L'interno con l'arca santa

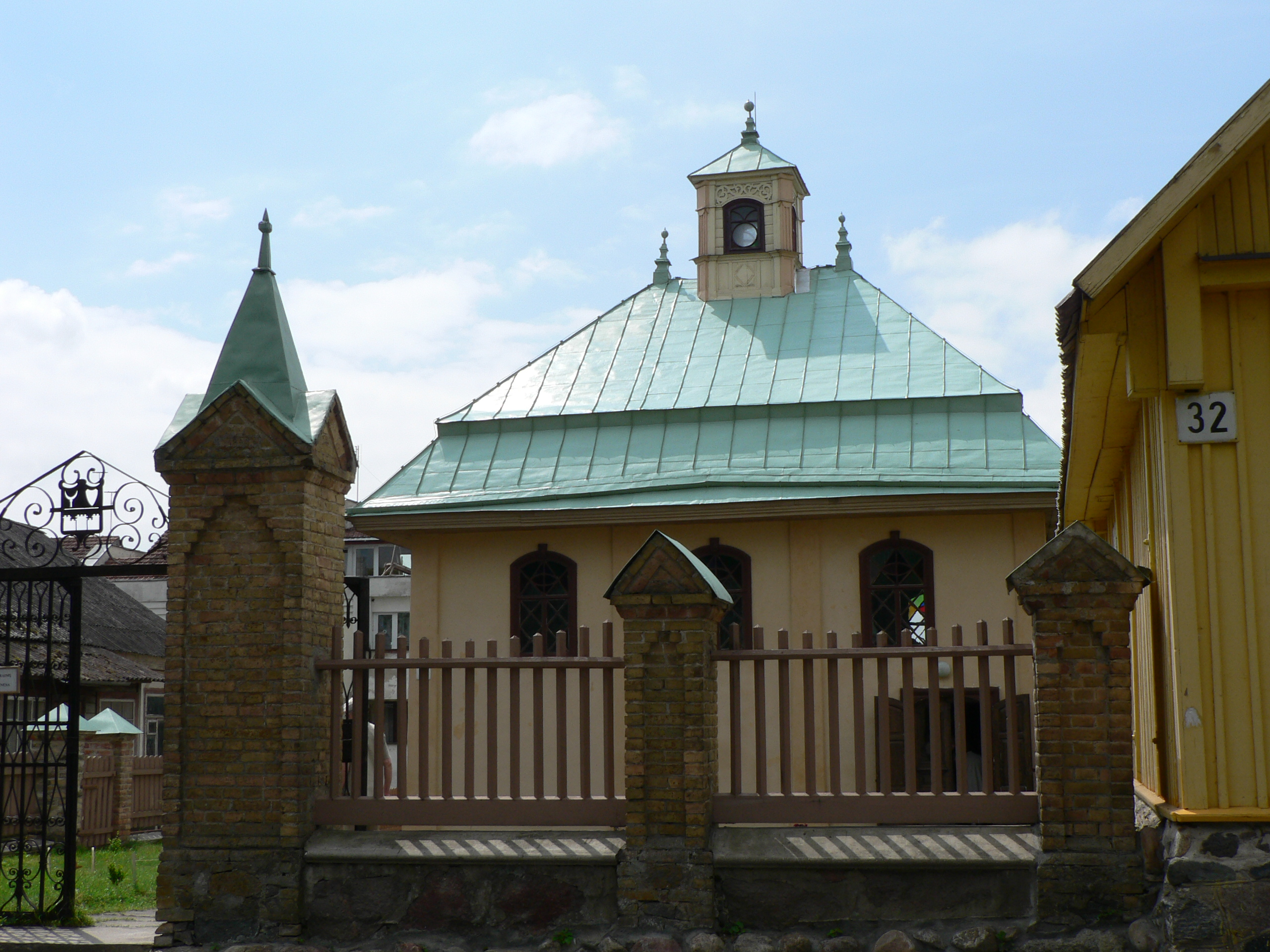
L'ingresso alla sinagoga

La sinagoga caraita di Trakai, completata nel 1904, è una delle due sinagoghe caraite della Lituania.

## Storia
La sinagoga attuale è solo l'ultima di una serie di edifici in legno che si sono succeduti dalla fine del XIV secolo, distrutti da incendi o eventi bellici. I lavori di costruzione furono effettuati tra il 1903-1904 sulla base di un progetto realizzato nel 1898-1899. A dirigere i lavori fu chiamato l'architetto Michael Prozorov, che sarà poi anche l'autore del progetto della sinagoga caraita di Vilnius.
Il piccolo edificio in legno intonacato ha forma quadrata con tetto spiovente sui quattro lati, dal quale si eleva una torretta quadrata centrale. All'interno si passa da un atrio alla sala di preghiera riservata agli uomini e, tramite una scala, al matroneo, sopraelevato sopra l'atrio e sostenuto da quattro colonne. L'enorme arca santa in legno occupa tutta la parete di fondo. Il soffitto ha una cupola ottagonale ed è dipinto di blu. Al centro della sala pende un lampadario di cristallo.
Rimasta intatta durante la seconda guerra mondiale, la sinagoga fu per qualche tempo nel periodo sovietico l'unica sinagoga caraita attiva in Europa.
Oggi l'edificio è stato restaurato ed è aperto non solo al culto, ma anche alla visita, come parte di un museo etnografico locale sulla comunità caraita, fondato nel 1938 dallo studioso caraita Hakham Hadgu Seraya Szapszal (1871-1961) che vi raccolse un'importante collezione di documenti e artefatti relativi alla storia della comunità caraita.